# Orientarchäologie
Orientarchäologie oder Orientalische Archäologie ist eine historische akademische Disziplin und war im Hochschulwesen der DDR eine Fachrichtung, die zu den Regionalwissenschaften gezählt wurde. Sie hatte die Erforschung historischer Zeugnisse der materiellen Kultur und Kunst der Völker Asiens und Afrikas zum Gegenstand. Als Spezialisierungsfelder umfasste sie die Altertumskunde Westasiens (Alter Orient), die Altertumskunde Ägyptens (Ägyptologie, jedoch ohne den philologischen Schwerpunkt), Islamische Archäologie und Kunstgeschichte, Archäologie und Kunstgeschichte Afrikas sowie jeweils Archäologie und Kunstgeschichte des Kaukasus, Mittel-, Süd-, Ost- oder Südostasiens. Absolventen des Studiengangs tragen bzw. trugen die Berufsbezeichnung Diplom-Orientarchäologe.
Die Abteilung Frühgeschichte des Orients an der Martin-Luther-Universität Halle-Wittenberg (MLU) wurde 1948 unter Heinz Mode eingerichtet und war zunächst dem (Klassisch-)Archäologischen Seminar des Instituts für Altertumswissenschaft angeschlossen. Mode und seine Schüler gingen von „einer vielgestaltigen Einheit der Kultur- und Kunstgeschichte der Völker Asiens und Nordafrikas“ aus und forschten daher zu Kunst und Kultur verschiedener Regionen und Zeiten des „Orients“ (im weiteren Sinne). In diesem weiten Zuschnitt war das Fach Orientarchäologie nur an der Universität Halle vertreten. Heinz Mode wurde 1962 auf einen eigenen Lehrstuhl für Orientalische Archäologie berufen. Nach der Umstrukturierung der Universitäten in der DDR im Zuge der III. Hochschulreform wurde 1969 der Wissenschaftsbereich Orientalische Archäologie eingerichtet und der Sektion Orient- und Altertumswissenschaften der MLU zugeordnet. Von 1978 bis 1991 war Burchard Brentjes, ein akademischer Schüler Modes, als ordentlicher Professor Inhaber des Lehrstuhls für Orientalische Archäologie.
Aus dem Wissenschaftsbereich ging mit der Auflösung der Sektionen 1991 das Institut für Orientalische Archäologie und Kunst hervor, das bis 1993 kommissarisch vom Professor für Byzantinische Kunstgeschichte Heinrich L. Nickel geleitet wurde. Im Zuge der Umstrukturierung des Wissenschaftsbetriebs in den neuen Ländern nach der deutschen Wiedervereinigung empfahl der Wissenschaftsrat 1992 die Einrichtung eines Schwerpunktes Orientarchäologie in Halle. Der Lehrstuhl für Orientalische Archäologie wurde nach dem Ausscheiden Brentjes nicht wieder besetzt. Stattdessen wurden 1994 eine Professur für Vorderasiatische Archäologie und 1997 ein Lehrstuhl für Christliche Archäologie und Byzantinische Kunstgeschichte eingerichtet. In der Nachwendezeit war noch die Archäologie und Kunst Mittelasiens und Südasiens in Forschung und Lehre vertreten, eine Professur für diesen Bereich wurde aber nicht besetzt. Zeitweilig gab es noch einen Lehrauftrag für islamische Kunstgeschichte; die ostasiatische Archäologie und Kunstgeschichte wurde nicht mehr vertreten. Das Gebiet war somit weit weniger umfangreich als das der Orientarchäologie in der DDR-Zeit. 
Das Institut wurde 2006 in das Seminar für Orientalische Archäologie und Kunstgeschichte am Institut für Altertumswissenschaften der MLU umgewandelt. Seither fielen die Stellen für Ägyptische Archäologie (2017), Mittelasiatische Archäologie (2020) sowie Christliche Archäologie und Byzantinische Kunstgeschichte (2021) weg. Seit 2020/21 bildet Orientalische Archäologie noch eine der vier Teildisziplinen im Bachelor-Verbundstudiengang Archäologien, es gibt aber keinen spezialisierten Master mehr.